# Bezirk Waschkoutz am Czeremosch
Der Bezirk Waschkoutz am Czeremosch (rumänisch Văşcăuţ lângă Ceremuş; ruthenisch: Waszkiwci nad Czeremoszem) war ein Politischer Bezirk im Herzogtum Bukowina. Der Bezirk umfasste Gebiete im Norden der Bukowina nordwestlich von Czernowitz. Sitz der Bezirkshauptmannschaft war die Gemeinde  Waschkoutz am Czeremosch. Das Gebiet wurde nach dem Ersten Weltkrieg Rumänien zugeschlagen und ist heute Teil des ukrainischen Anteils der Bukowina (Oblast Tscherniwzi).

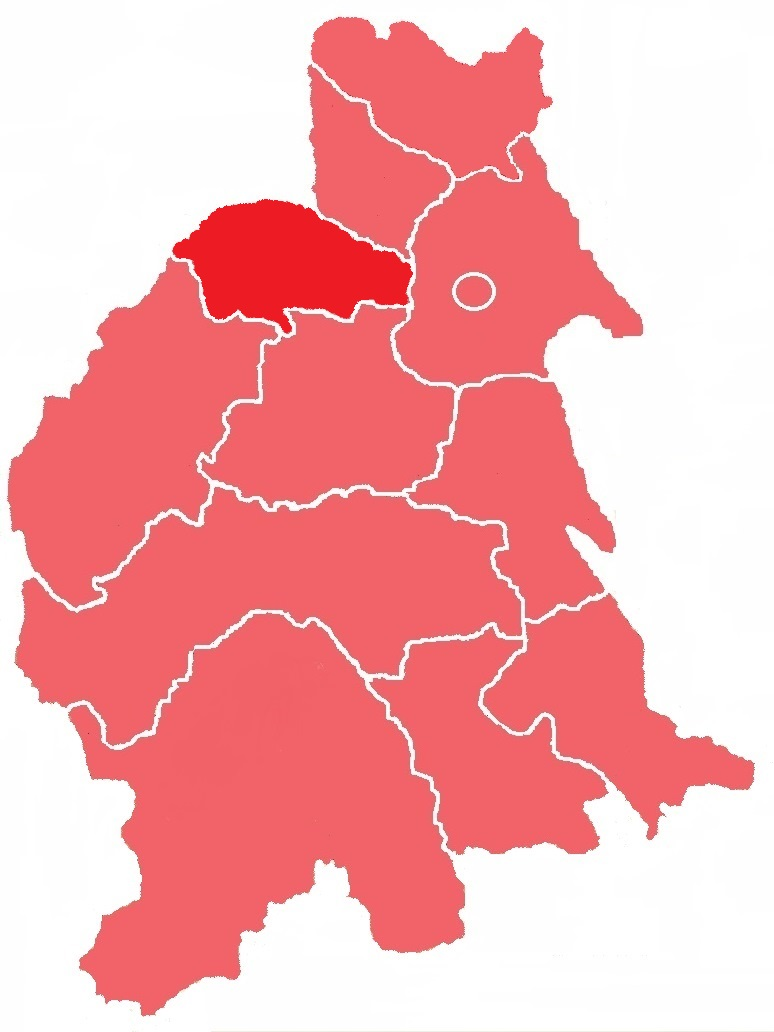
Lagekarte des Bezirks Waschkoutz am Czeremosch innerhalb des Herzogtums Bukowina (1910)

## Geschichte
Die modernen, politischen Bezirke der Habsburgermonarchie wurden 1868 im Zuge der Trennung der politischen von der judikativen Verwaltung geschaffen. Das Gebiet des späteren Bezirks Waschkoutz gehörte ab 1868 zu den Bezirken Wiznitz bzw. Storozynetz. Der Gerichtsbezirk Stanestie wurde schließlich per 1. Oktober 1903 aus dem Bezirk Storozynetz ausgeschieden und mit dem Gerichtsbezirk Waschkoutz am Czeremosch aus dem Bezirk Wiznitz zum Bezirk Waschkoutz am Czeremosch zusammengefasst.
Hier wirkte jahrelang Feldmarschall-Leutnant Joseph von Cavallar, kaiserlicher Gesandter und Beauftragter für den Pferdeankauf des österreichischen Hofkriegsrates.

## Ortschaften
Auf dem Gebiet des Bezirks bestanden 1910 zwei Bezirksgerichte in Unterstanestie am Czeremosz und Waschkoutz am Czeremosch, diesen waren folgende Orte zugeordnet:
Gerichtsbezirk Stanestie
- Unterstanestie am Czeremosz

Gerichtsbezirk Waschkoutz am Czeremosch
- Markt Waschkoutz am Czeremosch